# Clematis microphylla
Espèce
Classification phylogénétique
Clematis microphylla est une des 8 espèces de Clematis originaire d'Australie où elle est très répandue. On la trouve dans tous les états à l'exception du Territoire du Nord.
C'est une plante grimpante à petites feuilles. Il en existe deux variantes:
- Clematis microphylla var. microphylla, avec des feuilles de plus de 20 mm de long sur 3 mm de large
- Clematis microphylla var. leptophylla, avec des feuilles de moins de 20 mm de long sur 3 mm de large